# Crosstown Line
| Urban head station in tunnel |

| Urban tunnel stop on track |

| Urban tunnel stop on track |

| Urban tunnel stop on track |

| Urban tunnel stop on track |

| Urban tunnel stop on track |

| Urban tunnel stop on track |

| Urban tunnel stop on track |

| Urban tunnel stop on track |

| Urban tunnel stop on track |

| Urban tunnel stop on track |

| Urban tunnel stop on track |

| Urban tunnel stop on track |

| Unknown BSicon "uextKBHFaq" | Unknown BSicon "uetABZgr" |  |

| Urban tunnel stop on track |

| Urban tunnel stop on track |

| Unknown BSicon "utSTRe" |

| Urban stop on track |

| Urban stop on track |

|  | Unknown BSicon "utSTRa" |

| Urban tunnel stop on track |

| Urban tunnel stop on track |

| Urban tunnel stop on track |

| Urban end station in tunnel |

| Urban head station in tunnel |

| Urban tunnel stop on track |

| Urban tunnel stop on track |

| Urban tunnel stop on track |

| Urban tunnel stop on track |

| Urban tunnel stop on track |

| Urban tunnel stop on track |

| Urban tunnel stop on track |

| Urban tunnel stop on track |

| Urban tunnel stop on track |

| Urban tunnel stop on track |

| Urban tunnel stop on track |

| Urban tunnel stop on track |

| Unknown BSicon "uextKBHFaq" | Unknown BSicon "uetABZgr" |  |

| Urban tunnel stop on track |

| Urban tunnel stop on track |

| Unknown BSicon "utSTRe" |

| Urban stop on track |

| Urban stop on track |

|  | Unknown BSicon "utSTRa" |

| Urban tunnel stop on track |

| Urban tunnel stop on track |

| Urban tunnel stop on track |

| Urban end station in tunnel |

Crosstown Line är en av New Yorks tunnelbanas linjer som går från Court Square i Queens och söderut till Church Street i Brooklyn. De första underjordiska stationerna som byggdes är från år 1933 och övriga stationer är invigda 1937. Banan trafikeras av linje G och linjen går helt utanför Manhattan. Från Bergen Street går sträckan ihop med linje F. Station Court Street lades ner 1946 men innehåller idag New York Transit Museum. På station Hoyt–Schermerhorn Streets spelades Michael Jacksons video Bad in 1987. 

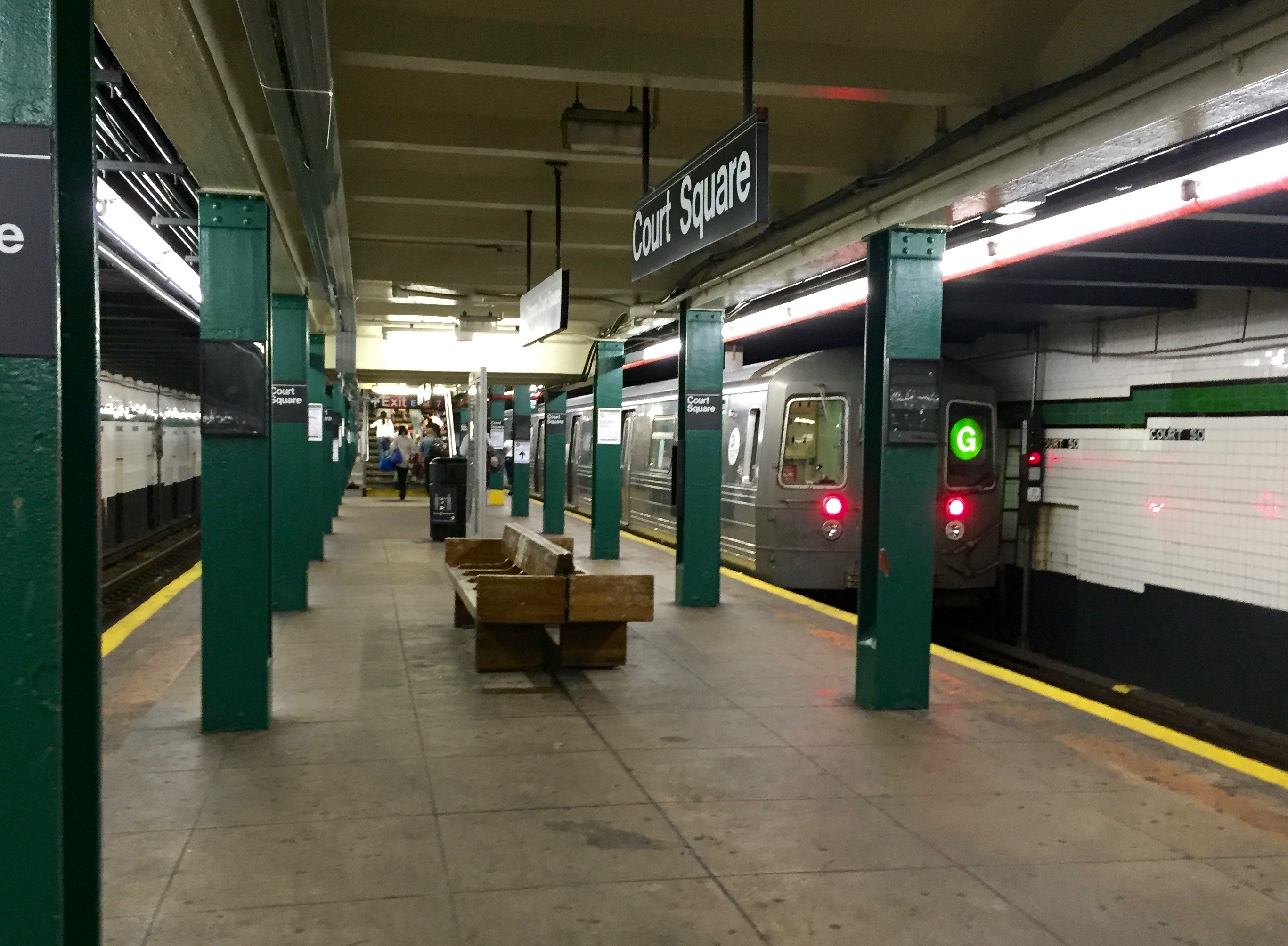
Court Square
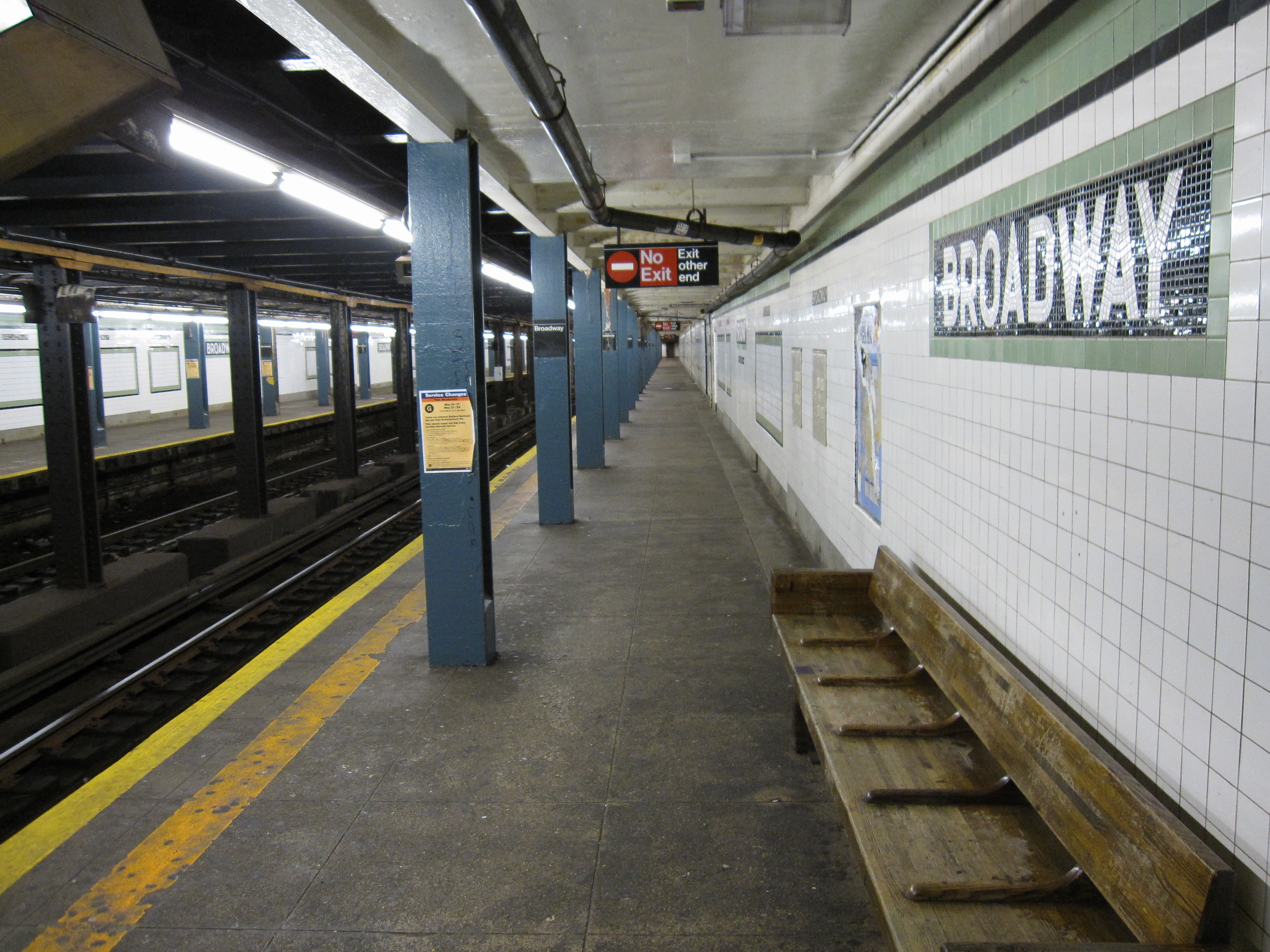
Broadway
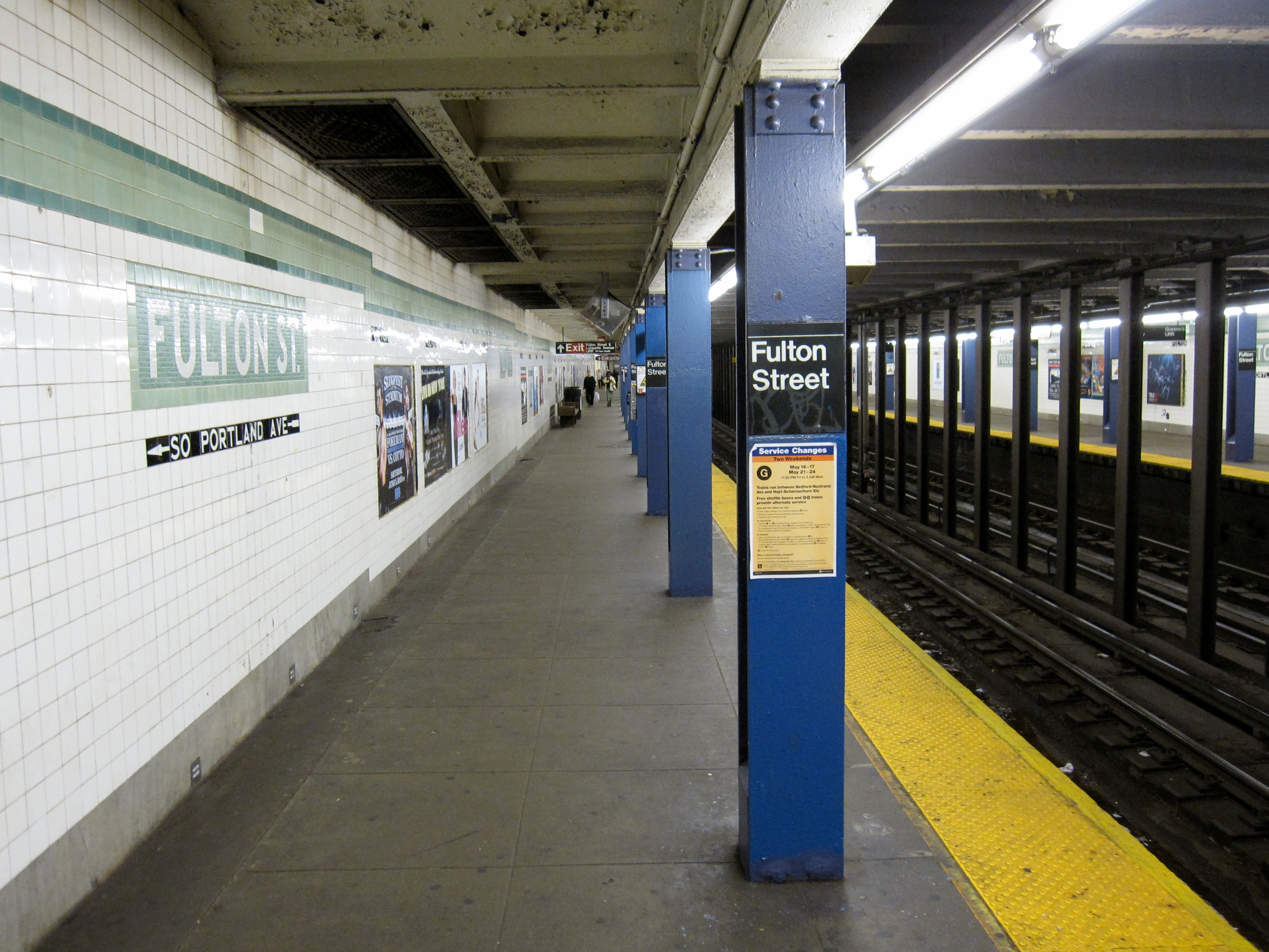
Fulton Street
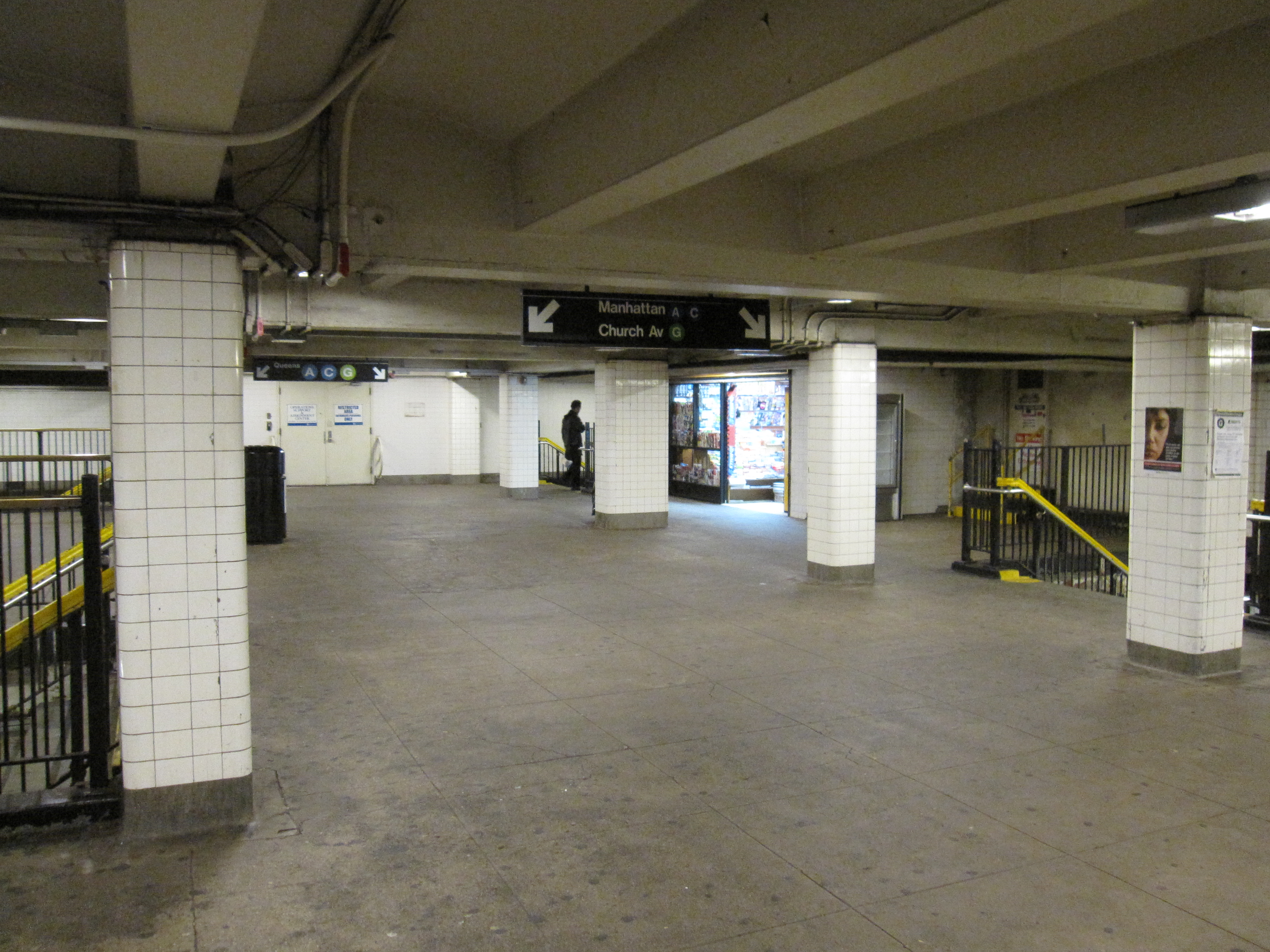
I denna hall på Hoyt–Schermerhorn Streets spelades Michael Jacksons video Bad in.